# 克羅默
克羅默（Cromer）是英格蘭的一個海濱小鎮和民政教區，位於諾福克郡北海岸，諾維奇以北23英里（37），謝林漢姆以東4英里（6.4）。克羅默民政教區面積4.66 km2（1.80 sq mi），2011年人口普查時有人口7,683人。

## 友好城市
- 法國 克雷 (德龙省)